# Annie Wandel
Annie Kristina Wandel, född 16 januari 1912 i Spånga socken i Stockholms län, död 17 augusti 2003 i Stockholm, var en svensk målare, tecknare och recitatör.

## Biografi
Wandel var dotter till stansmakaren Emil Wandel och Kristina Osén samt gift 1938–1960 med konstnären Sture Svenson. Hon utbildade sig först till skådespelare vid Julia Håkanssons teaterskola i Stockholm en tvingades avbryta sin skådespelarkarriär på grund av sjukdom. Med ett stipendium från Föreningen Svenska Konstnärinnor 1957 kunde hon vistas en period i Nederländerna och studera nederländsk konst och hon gjorde senare ett flertal studieresor till Italien i början av 1960-talet. Tillsammans med Egon Persson ställde hon ut på Galerie S:t Nikolaus i Stockholm 1958 och separat ställde hon bland annat ut på Lorensbergs konstsalong i Göteborg. Hon medverkade i ett flertal av Liljevalchs Stockholmssalonger sedan 1959 och i flera utställningar med gotländsk konst i Visby samt några gånger i Sveriges allmänna konstförenings vårsalonger på Liljevalchs konsthall. Hennes konst består av blommor, växter och landskapsskildringar från Gotland och Fårö utförda i olja, akvarell, pastell och tusch. Wandel var representerad vid Långbro sjukhus och Stockholm stads skolförvaltning. Hon är begravd på Öja kyrkogård på Gotland.

## Radioteater
| År   | Roll        | Produktion                                 | Regi        |
| ---- | ----------- | ------------------------------------------ | ----------- |
| 1951 | Syster Elsa | Hillman & Son: Oskrivet blad Folke Mellvig | Lars Madsén |